# Cardioidea
Super-famille
Familles de rang inférieur
- voir paragraphe #Liste des familles

Les Cardioidea sont une super-famille de mollusques bivalves.

## Liste des familles
Selon ITIS (1 juin 2016) et World Register of Marine Species (1 juin 2016) :
- famille Cardiidae Lamarck, 1809

WoRMS y ajoute une famille fossile Pterocardiidae Scarlato & Starobogatov, 1979 †
Selon NCBI (1 juin 2016) :
- famille Cardiidae
- famille Hemidonacidae
- famille Tridacnidae